# Etlingera walang
Etlingera walang är en enhjärtbladig växtart som först beskrevs av Carl Ludwig von Blume, och fick sitt nu gällande namn av Rosemary Margaret Smith. Etlingera walang ingår i släktet Etlingera och familjen Zingiberaceae.
Artens utbredningsområde är Java. Inga underarter finns listade i Catalogue of Life.